# Комбинированная живопись

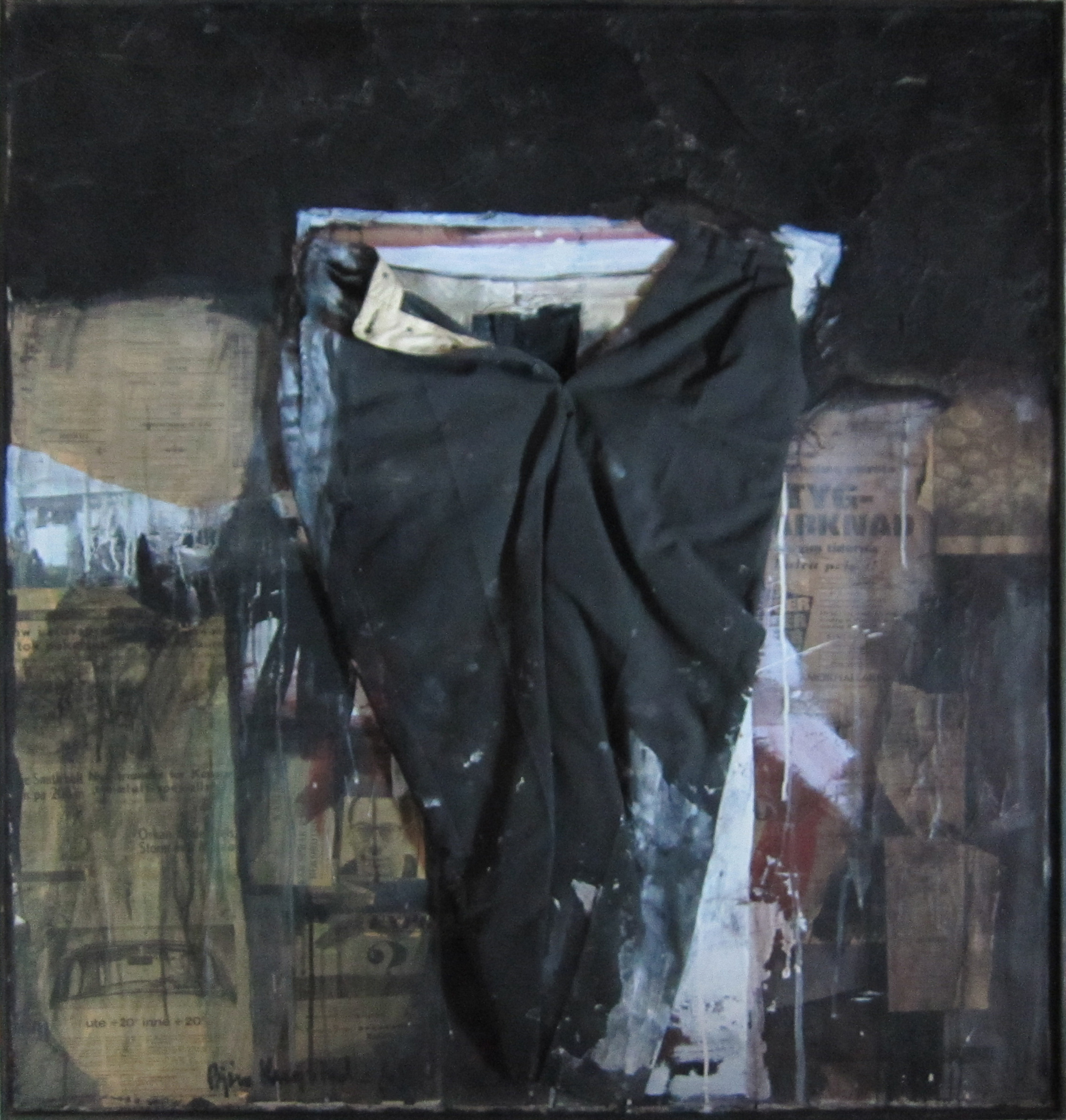
Бьёрн Крогстад, Мои штаны, 1968

Комбини́рованная жи́вопись — направление современного искусства, включающее в себя внедрение различных предметов в окрашенную поверхность холста, что создаёт своеобразный гибрид между живописью и скульптурой. Зародилась в середине 1950-х годов. Предметы, прикреплённые к картинам, могут включать в себя фотографические изображения, одежду, газетные вырезки, эфемеры или любые другие трёхмерные объекты.
Термин «комбинированной живописи» наиболее тесно связан с работами американского художника Роберта Раушенберга, который придумал название «combine» (с англ. «совмещать») для описания своих собственных произведений. Комбинированные картины Раушенберга исследовали размытые границы между искусством и повседневным миром. Кроме того, его творения оспаривали «доктрину средней специфики», упомянутую модернистским искусствоведом Клементом Гринбергом. Художник Фрэнк Стелла создал большое количество картин, которые напоминают комбинированные картины Роберта Раушенберга, сопоставляя большое разнообразие поверхностей и материалов в каждой работе[проверить перевод].

## Раушенберг
Раушенберг и его друг художник Джаспер Джонс обычно проектировали витрины для супермаркетов, таких как Tiffany’s и Bonwit Teller на Манхэттене, прежде чем стать известными как художники. Они делились идеями об искусстве, а также о стратегиях развития своей художественной карьеры. Пол Шиммель из Музея современного искусства в Лос-Анджелесе описал картины Раушенберга как «одни из самых влиятельных, поэтических и революционных произведений в истории американского искусства». Другие критики их называли «ветхих гибридами между живописью и скульптурой, сценическим реквизитом и трёхмерным ломом искусства» — критика в газете The Guardian.
Примеры работ Раушенберга в стилистике комбинированной живописи включают работы «Bed» (1955), «Canyon» (1959) и отдельно стоящую «Monogram» (1955—1959). Работы Раушенберга в основном включали двумерные материалы, скреплённые «брызгами и каплями краски» со случайными трёхмерными объектами.
Критик Джон Перро писал: «Комбинаты — это и живопись, и скульптура, или, как говорят некоторые пуристы, ни то, ни другое». Они понравились Перро, потому что они были запоминающимися, фотогеничными и могли «запоминаться», а также «удивлять и продолжать удивлять». Раушенберг добавил чучела птиц в свою работу «Satellite» 1955 года, в котором чучело фазана «патрулировало верхний край картины». В другой работе он добавил лестницу. Его работа «Broadcast», в которой одновременно звучали три радиостанции, была «смесью краски, решёток, газетных вырезок и фрагментов ткани». Согласно одному источнику, в его картине «Broadcast» одновременно воспроизводились три радиостанции, что создавало своего рода раздражающую статичность, так что один из владельцев произведения в какой-то момент заменил «шум» лентами реальных программ при посещении гостями. «Bed» Раушенберга имела подушку, прикреплённую к лоскутному одеялу с краской, брызгавшей поверх нее. Идея художника состояла в том, чтобы продвигать непосредственность.
Преобладающая тема комбинированных картин Раушенберга — «бессмысленность, абсурд или антиискусство». В связи с этим картины комбината относятся к поп-арту и их гораздо более раннему предшественнику Дада.

## Экспоненциальный рост стоимости
В начале 1960-х комбинаты Раушенберга продали от 400 до 7 500 долларов, однако со временем их ценность возросла. В 1999 году Музей современного искусства, который отказался от покупки работ Раушенберга десятилетиями ранее, потратил 12 миллионов долларов на покупку его работы «Factum II», которую художник написал в 1957 году.
«Rebus» Раушенберга был оценён в 1991 году в 7,3 миллиона долларов. Трёхпанельная работа, созданная в 1955 году, которая получила своё название от латинского «загадка образов и слов», «строит повествование из, казалось бы, бессмысленных последовательностей найденных изображений и абстрактных элементов», согласно описанию Нью-Йорк Таймс. MOMA купила «Rebus» в 2005 году. Раушенберг, как сообщается, говорил, что изображения в «Rebus» сталкиваются друг с другом «как пешеходы на улице». Работа Раушенберга «Photograph», созданная в 1959 году, была оценена в 10,7 млн долларов на аукционе Сотбис в 2008 году. Его работа «Bantam» была продана за 2 600 000 долларов в 2009 году.
Согласно американскому законодательству, картина «Canyon» никогда не сможет быть продана, поскольку содержит чучела белоголового орлана, нарушающего «Закон о защите лысых и золотых орлов» 1940 года, а также «Закон о договоре о перелётных птицах» 1918 года.

## Основные собрания
- Музей современного искусства, Стокгольм[15]
- Музей Людвига, Кёльн[15]
- Музей современного искусства, Лос-Анджелес[15]
- Музей современного искусства. Нью-Йорк[15]
- Городской музей, Амстердам[15]

## Рекомендации
1. ↑  Artspeak, Robert Atkins, 1990
2. 1 2  John Perreault (6 января 2006). Rauschenberg's combines. Artopia. Архивировано 15 января 2010. Дата обращения: 8 января 2010. If you have never seen Robert Rauschenberg's iconic Bed (1955), Canyon (1959), or the free-standing Monogram (1955-59),...
3. 1 2 3  Art: The Emperor's Combine. Time Magazine'. 18 апреля 1960. Архивировано 8 октября 2010. Дата обращения: 8 января 2010. Rauschenberg calls his works "combines' because they combine painting with props pasted or fastened to the picture ...
4. ↑  The New York Times October 24 2013 «„We are fortunate to have six Combines from the mid-’50s through 1961,“ Ms. Temkin said, referring to the term Rauschenberg coined to describe works that incorporate castoff objects like tires, flatware or furniture.» Дата обращения: 13 сентября 2019. Архивировано 14 августа 2018 года.
5. ↑  Unhappy Medium, Frank Stella and Kurt Schwitters by John Haber Архивная копия от 24 октября 2019 на Wayback Machine. Retrieved January 10, 2010.
6. ↑  Adrian Searle (28 ноября 2006). Stuff happens: His work is packed with jokes, ideas - and farmyard animals. The Guardian. Архивировано 26 сентября 2014. Дата обращения: 8 января 2010. What Rauschenberg came to call his Combine paintings are the core of his art, ...
7. ↑  Roberta Smith (16 мая 2008). Rauschenberg Got a Lot From the City and Left a Lot Behind. The New York Times. Архивировано 10 марта 2016. Дата обращения: 8 января 2010. In New York, MoMA is Rauschenberg Central. It owns nearly 300 works, many of them prints, and usually has at least a dozen major efforts on view.
8. ↑  Grace glueck (4 мая 2001). ART REVIEW; A Collector's Collector Whose Works Went Pop. The New York Times. Архивировано 3 марта 2016. Дата обращения: 8 января 2010. ...Broadcast. A carefully composed melange of paint, grids, newspaper clips and fabric snippets, it has fastened to its back a real radio, whose knobs are visible on the painting's surface.
9. ↑  Varieties of Visual Experience, Edmund Burke Feldman, Harry N. Abrams, Inc.; 3rd edition (March 1987), ISBN 978-0-8109-1735-4
10. ↑  Kelly Devine Thomas (Май 2004). Tracking the highest prices paid for contemporary artworks. ARTNews. Архивировано 16 октября 2009. Дата обращения: 8 января 2010. ...New York's Museum of Modern Art spent around $12 million in 1999 for Rauschenberg's combine painting Factum II (1957)
11. ↑  Emmanuelle Soichet (23 января 2007). MoMA Acquires Rebus, A Key Early Work by Rauschenberg. BLOUINARTINFO. Дата обращения: 8 января 2010. the Museum of Modern Art announced today that it has bought the three-panel "combine" painting long thought to be a seminal work in the artist's development.{{cite news}}:  Википедия:Обслуживание CS1 (url-status) (ссылка)
12. ↑  Judd Tully (2 мая 2008). Art+Auction. ARTINFO. Архивировано 17 мая 2008. Дата обращения: 8 января 2010. $10.7 million, set last May at Sotheby's New York by Photograph, a small 1959 "Combine" painting.
13. ↑  Judd Tully (7 января 2009). New York: Contemporary Art. BLOUINARTINFO. Дата обращения: 8 января 2010. Robert Rauschenberg's little 1955 combine painting Bantam (est. $3-4 million) for $2,602,500 ...{{cite news}}:  Википедия:Обслуживание CS1 (url-status) (ссылка)
14. ↑  Kinsella, Eileen. Rauschenberg Eagle Ruffles Feathers. Art News (5 января 2012). Дата обращения: 10 февраля 2018. Архивировано 17 апреля 2018 года.
15. 1 2 3 4 5  Amy Dempsey. Styles, Schools and Movements: The Essential Encyclopaedic Guide to Modern Art. — Thames & Hudson, 2010. — 312 с. — ISBN 9780500288443.